# Лебедєв Сергій Миколайович
Сергій Миколайович Лебедєв (рос. Сергей Николаевич Лебедев; нар. 9 квітня 1948, Джиззак, Узбецька РСР, СРСР) — російський розвідник, генерал армії РФ, директор ФСБ (2000–2007), виконавчий секретар СНД.

## Біографія
1970 року закінчив навчання в чернігівському філіалі КПІ.
В 1971–1972 роках проходив військову службу в КВО.
З 1973 року працював у 2-му головному управлінні КДБ (контррозвідка), а з 1975 — в 1-му головному управлінні КДБ (зовнішня розвідка). За деякими даними, під час служби в Східній Німеччині він контактував з Володимиром Путіним. Сам Лебедєв цю інформацію спростовує.
В 1978 році закінчив Дипломатичну академію МЗС РФ. Володіє німецькою та англійською мовами.
В 1998–2000 роках — офіційний представник СЗР РФ в США.
20 травня 2000 – 9 жовтень 2007 — Директор СЗР РФ.
С 2000 року — член, з 2004 року — постійний член Ради Безпеки Російської Федерації.
5 жовтня 2007 року призначений на саміті СНД в Душанбе на посаду виконавчого секретаря СНД.
27 березня 2009 року Указом Президента РФ йому присвоєно звання надзвичайного і повноважного посла.
5 грудня 2012 року Рада глав держав СНД переназначила Лебедєва виконавчим секретарем СНД до 31 грудня 2016 року.
16 вересня 2016 року Рада глав держав СНД переназначила Лебедєва виконавчим секретарем СНД до 31 грудня 2017 року. 
11 жовтня 2017 року повноваження були продовжені до 31 грудня 2019 року.
11 жовтня 2019 року повноваження були продовжені до 31 грудня 2022 року.
В 2020 році — керівник Місії СНД на виборах президента Білорусі. За його словами, вибори були проведені без будь-яких порушень прав електорату.

## Нагороди
- Орден «За заслуги» ІІІ ступеня (24 серпня 2013 року, Україна) — за вагомий особистий внесок у зміцнення міжнародного авторитету України, популяризацію її історичної спадщини і сучасних досягнень та з нагоди 22-ї річниці незалежності України.[5]
- Орден «За заслуги перед Вітчизною»
- Орден Олександра Невського[6]
- Медаль «За бездоганну службу» І ступеня
- Медаль «За бездоганну службу» ІІ ступеня
- Медаль «За бездоганну службу» ІІІ ступеня
- Орден Дружби народів[7]
- Орден Пошани
- Орден Штефана Великого
- Орден преподобного Сергія Радонезького